# 鹿児島市立科学館
鹿児島市立科学館（かごしましりつかがくかん、英語: Kagoshima Municipal Science Hall）は、鹿児島県鹿児島市鴨池二丁目にある市立の科学館。

## 利用案内

### 開館時間
- 9:30～18:00（入館は17:30まで）

### 休館日
- 毎週火曜日（祝日、1月2･3日の場合はその後の平日）
- 年末年始（12月29日～翌年1月1日）

## アクセス
- 鹿児島市営バス　「鴨池市営プール前」バス停より徒歩約1分
- 鹿児島市電　「郡元」、「鴨池」電停より徒歩約5分
- 駐車場あり（3時間まで無料）